# 洪繩
洪繩（1403年—？），字文綱，浙江處州府青田縣人，民籍。明朝政治人物。進士出身。

## 生平
浙江鄉試第六名。正統七年（1442年）壬戌科會試第四十二名，殿試登進士第二甲第二十四名。

## 家族
曾祖洪仕良。祖父洪天與。父亲洪均鵬。